# Libjpeg
libjpeg est une bibliothèque logicielle libre de gestion (ouverture, sauvegarde, gestion des marqueurs, etc.) des images au format JPEG, créée et gérée par l'Independent JPEG Group.
La licence créée par les auteurs permet une utilisation libre sans redevance pour une utilisation commerciale ou non commerciale, la seule contrainte étant de préciser qu'elle est utilisée.
La bibliothèque est livrée avec différents utilitaires de gestion des images au format JPEG :
- cjpeg et djpeg — Respectivement pour encoder et décoder les images JPEG de ou vers d'autres formats.
- rdjpgcom et wrjpgcom — Permet d'insérer et d'extraire des commentaires des fichiers JPEG.
- jpegtran – Un utilitaire de conversion sans perte entre les différents formats et modes d'images JPEG.

## libjpeg-turbo
libjpeg-turbo est un fork optimisé pour différents SIMD x86 et ARM, utilisé notamment par les navigateurs web Mozilla Firefox depuis la version 5, Google Chrome (depuis la version 11), le greffon Adobe Flash, le modeleur 3D Blender, la suite bureautique LibreOffice, le traitement de texte AbiWord, le gestionnaire d'impression CUPS le gestionnaire de documents au format Postscript Ghostscript, les gestionnaires de documents au format DjVu, DJView (outil des créateurs du format) et djvulibre (dérivé libre), Imagemagick (utilisé par PHP pour le traitement d'image) et libjs (utilisé par Node.js pour le traitement d'image), etc..
Certaines fonctionnalités des ABI 8 et supérieures de libjpeg (DCT scaling in compressor et SmartScale, ainsi que les autres fonctionnalités dépendant de celles-ci) n'ont pas été portées, les auteurs de libjpeg-turbo ne les considérant pas comme utiles. Il se pourrait donc que les images compressées dans ces formats via la bibliothèque libjpeg ne puissent être lues avec ces libjpeg-turbo.